# Achaea (bướm đêm)
Achaea là một chi bướm đêm thuộc họ Erebidae.

## Các loài
- Achaea ablunaris (Guenée 1852) (đồng nghĩa: Achaea restituta (Walker, 1858), Achaea hilaris Möschler, 1890, Achaea indistincta (Walker, 1865))
- Achaea albicilia (Walker, 1858)
- Achaea albifimbria (Walker, 1869)
- Achaea albilimba (Berio, 1954)
- Achaea argilla Swinhoe, 1901
- Achaea atrimacula Gaede, 1917
- Achaea balteata Joannis, 1912
- Achaea basalis Berio, 1954
- Achaea basilewskyi Berio, 1954
- Achaea bergeri Berio, 1954
- Achaea boris (Geyer, 1837) (đồng nghĩa: Achaea sinistra Mabille, 1880, Achaea senior Walker, 1858, Achaea oblita (Walker, 1858), Achaea mundissima (Walker, 1858), Achaea debilis Holland, 1894)
- Achaea busira Strand, 1918
- Achaea canuta Berio, 1978
- Achaea catella Guenée, 1852
- Achaea catocaloides Guenée, 1852
- Achaea chrysopera Druce, 1912
- Achaea cupreitincta Hampson, 1918
- Achaea cyanobathra L.B. Prout, 1919
- Achaea cymatias L.B. Prout, 1919
- Achaea dallolmoi Berio, 1974
- Achaea dasybasis Hampson, 1913
- Achaea dejeanii (Boisduval, 1833)
- Achaea determinata A.E. Prout, 1921
- Achaea diplographa Hampson, 1913
- Achaea dmoe L.B. Prout, 1919
- Achaea durfa Plötz, 1880
- Achaea ebenaui (Saalmüller, 1880)
- Achaea echo (Walker 1858)
- Achaea euryplaga (Hampson, 1913)
- Achaea eusciasta Hampson, 1913
- Achaea ezea (Cramer, 1780) (đồng nghĩa: Achaea thomensis A.E. Prout, 1927, Achaea hircus (Fabricius, 1794), Achaea leona (Felder và Rogenhofer, 1874))
- Achaea ezeoides Strand, 1915
- Achaea faber Holland, 1894
- Achaea ferrotincta Hampson, 1918
- Achaea finita (Guenée, 1852) (đồng nghĩa: Achaea limbata (Felder và Rogenhofer, 1874))
- Achaea flexuosa A.E. Prout, 1927
- Achaea fontainei Berio, 1956
- Achaea fulminans Rebel, 1915
- Achaea illustrata Walker, 1858 (đồng nghĩa: Achaea mabillii (Saalmüller 1879))
- Achaea imperatrix (Saalmüller, 1881)
- Achaea indeterminata (Walker, 1865)
- Achaea indicabilis Walker, 1858
- Achaea infinita (Guenée, 1852)
- Achaea intercisa Walker, 1865
- Achaea intermedia Wallengren, 1856
- Achaea jamesoni L.B. Prout, 1919
- Achaea janata – Castor Semi-Looper (Linnaeus, 1758)
- Achaea joiceyi A.E. Prout, 1921
- Achaea lanipes (Hulstaert, 1924)
- Achaea lenzi (Saalmüller, 1881)
- Achaea leucopasa (Walker, 1858)
- Achaea leucopera Druce, 1912
- Achaea lienardi (Boisduval 1833) (đồng nghĩa: Achaea zabulon (Guenée, 1852), Achaea spectatura Walker, 1858, Achaea partita Walker, 1869, Achaea ophismoides Walker, 1869, Achaea cerbera Guenée, 1852, Achaea chamaeleon Guenée, 1852, Achaea externesignata (Saalmüller, 1880), Achaea hilaris Plötz, 1880, Achaea locra (Plötz, 1880)))
- Achaea macronephra Berio, 1956)
- Achaea malagasy Viette, 1981
- Achaea mercatoria (Fabricius, 1775) (đồng nghĩa: Achaea vulpina (Fabricius, 1775), Achaea accelerans Walker, 1858, Achaea ino (Hübner, 1823))
- Achaea mezentia (Stoll, 1780) (đồng nghĩa: Achaea reversa Walker, 1858, Achaea lugens (Walker, 1865))
- Achaea ministra L.B. Prout, 1919
- Achaea monodi Laporte, 1975
- Achaea mormoides Walker, 1858 (đồng nghĩa: Achaea shuetzei Bryk, 1915, Achaea mania (Felder và Rogenhofer, 1874))
- Achaea nigristriata Laporte, 1979
- Achaea nubifera Moore, 1877
- Achaea obvia Hampson, 1913
- Achaea occidens (Hampson, 1913)
- Achaea oedipodina Mabille, 1879
- Achaea orbigera Gaede, 1917
- Achaea orthogramma (Mabille, 1879)
- Achaea pentasema L.B. Prout, 1919
- Achaea phaeobasis Hampson, 1913
- Achaea poliopasta Hampson, 1913
- Achaea praestans (Guenée, 1852)
- Achaea purpurascens Holloway, 1982
- Achaea radama Felder và Rogenhofer, 1874
- Achaea regularidia (Strand, 1912)
- Achaea renata A.E. Prout, 1927
- Achaea retrorsa Hampson, 1913
- Achaea robinsoni Holloway, 1982
- Achaea rothkirchi (Strand, 1914) (đồng nghĩa: Achaea ochrocraspeda A.E. Prout, 1921, Achaea hypopolia Hampson, 1918)
- Achaea russoi Strand, 1918
- Achaea saboeaereginae Laporte, 1975
- Achaea sakaraha Griveaud, 1981
- Achaea semiflava Carcasson, 1965
- Achaea serva (Fabricius, 1775)
- Achaea seyrigi Griveaud, 1981
- Achaea simplex Walker, 1865
- Achaea sordida (Walker, 1865)
- Achaea stumpffii Saalmüller, 1880
- Achaea theata Fletcher, 1957
- Achaea thermopera Hampson, 1913
- Achaea tolnaodes Berio, 1956
- Achaea tornistigma A.E., Prout 1921
- Achaea trapezoides (Guenée, 1862)
- Achaea umbrigera Mabille, 1897
- Achaea usitata A.E. Prout, 1927
- Achaea violaceofascia (Saalmüller, 1891)
- Achaea violascens Hampson, 1918
- Achaea xanthodera (Holland, 1894)

## Hình ảnh

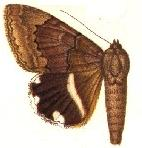
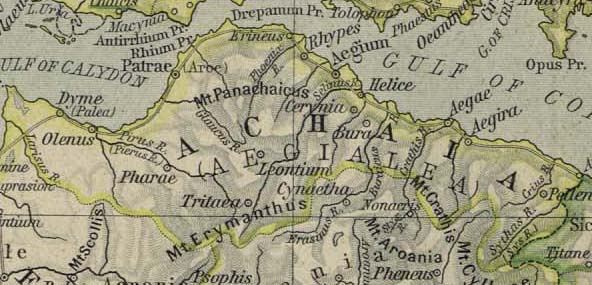
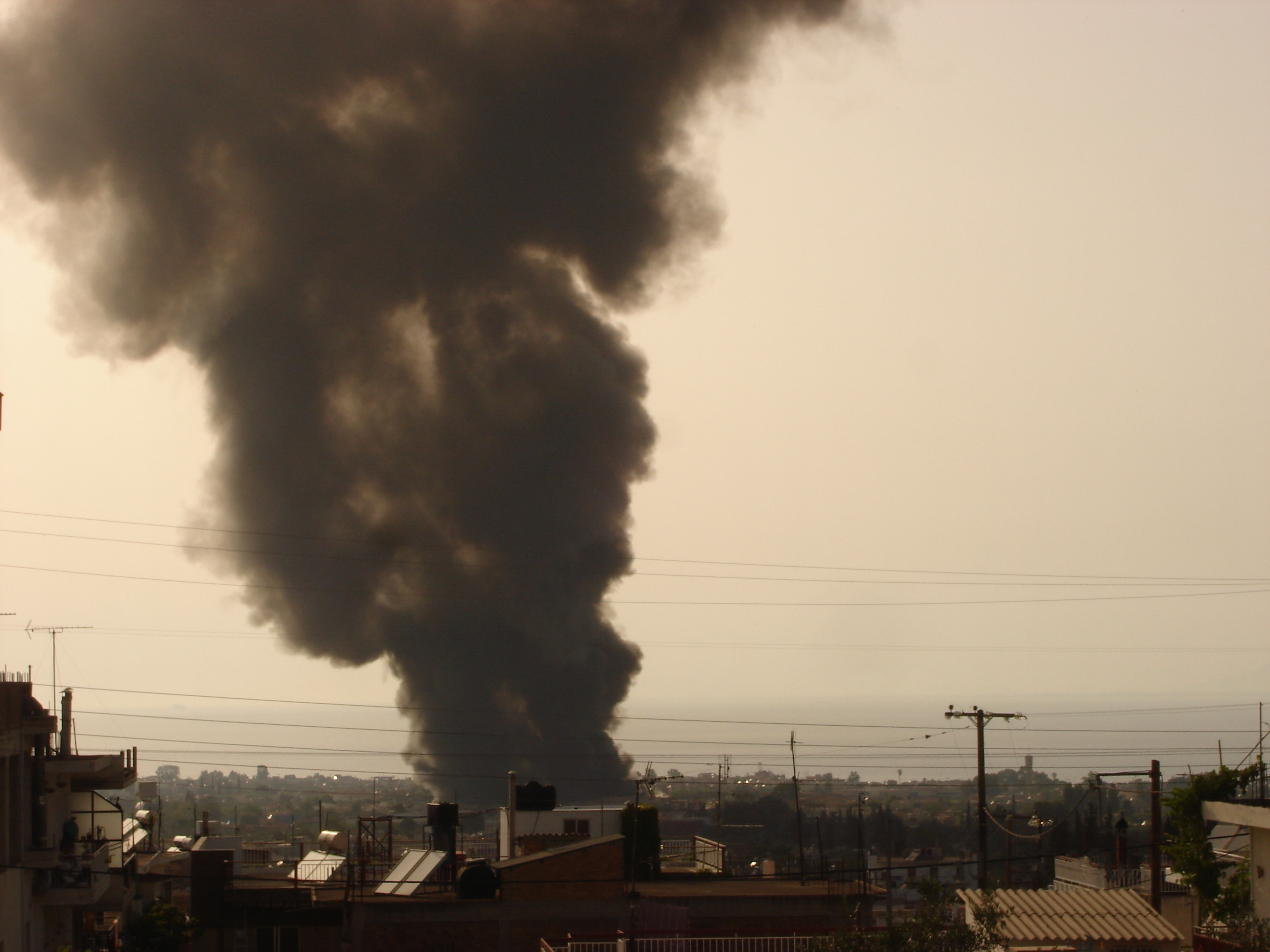
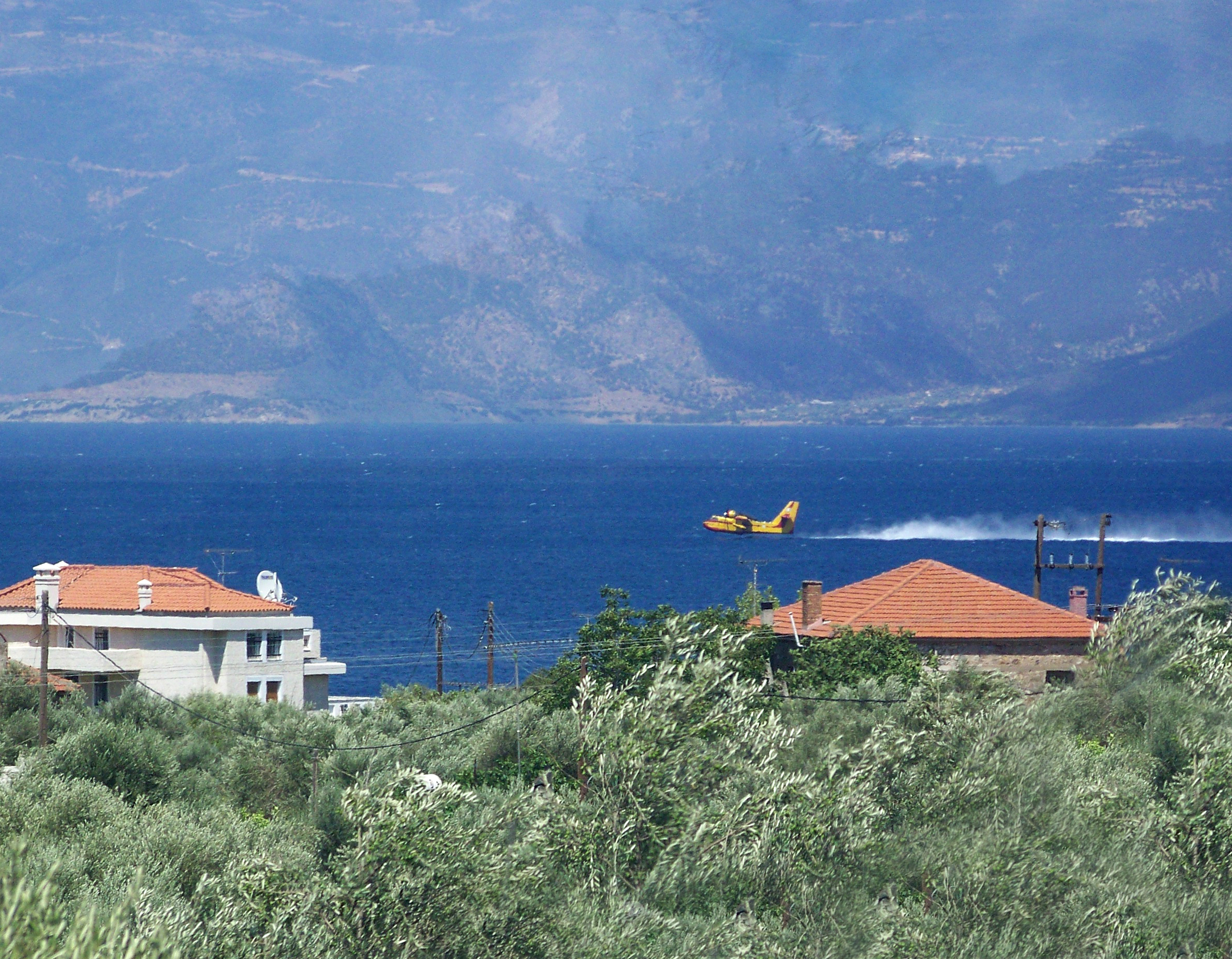